# Гайдученко, Людмила Григорьевна
Людмила Григорьевна Гайдученко (укр. Людмила Григоровна Гайдученко; род. 21 сентября 1966, Тягинка, Бериславский район, Херсонская область, Украинская ССР) — советская и украинская профессиональная спортсменка, тренер. Неоднократная чемпионка мира и рекордсменка мира по пауэрлифтингу и армлифтингу.
Мастер спорта Украины международного класса по пауэрлифтингу, мастер спорта Украины международного класса по армлифтингу, мастер спорта Украины международного класса по многоповторному жиму, мастер спорта СССР по народной гребле, мастер спорта Украины по тяжелой атлетике.

## Достижения
Пауэрлифтинг (IPF). Входила в состав сборной Украины (1991-1995). Чемпионка СССР (1991). Вице-чемпионка Европы (1992). Чемпионка Европы (1993-1994). Вице-чемпионка мира (1993-1994). Чемпионка мира по жиму лежа (1995). Многократная чемпионка Украины и победительница международных турниров. Установила 1 рекорд мира, 6 рекордов Европы, 64 рекорда Украины.
Альтернативные организации пауэрлифтинга. (WPO-WPC).Чемпионка мира WPC (2005). Вице-чемпионка международного турнира Arnold Fitness Weekend (2004). Чемпионка Европы по версии WPO (2005). Победитель международных турниров. Чемпионка Украины. Абсолютный рекорд мира в жиме лежа в категории до 90 кг — 190 кг в экипировке (2004).
(UPC). Чемпионка Европы (2014). Чемпионка Украины (2014—2015). Установила абсолютный рекорд мира в жиме лежа в категории до 90 кг — 165 кг без экипировки. Рекордсменка Украины, Европы и Мира.
(WPAU). Победительница международного турнира памяти В.Маргелова 2013 г. Победительница Кубка Украины 2014 г. Рекордсменка Украины, Европы и Мира.
(WPUF). Чемпионка Украины 2016 г.
В 2016 году объявила об окончании выступлений в пауэрлифтинге.
Лучшие результаты по упражнениям: Приседание 245 кг экип. Жим лежа 210 кг экип. 172,5 кг б/э. Тяга 250 кг.
Армлифтинг с 2012 г. МСМК. Тренер Аноткин Э. А.
4-х кратная абсолютная чемпионка Мира 2012,13.15,18 годы.
Абсолютная рекордсменка Мира в упражнениях — аполон аксель (137,5 кг), ролинг тандер (77,2 кг), саксон бар (70 кг), литл биг хорн (75 кг).
Многократная чемпионка Украины. Абсолютная рекордсменка Украины во всех упражнениях армлифтинга.
Установила 7 абсолютных рекордов Мира.

## Биография
Родилась 21 сентября 1966 года в с. Тягинка, Бериславского района Херсонской области. Мать- Мария Васильевна Гайдученко (13.07.1939), медсестра Тягинской участковой больницы. Отец -Григорий Павлович Гайдученко (01.04.1937 −18.07.1994), механизатор совхоза им. Калинина.
С 1973 по 1983 училась в Тягинской средней школе. С 1983 по 1987 работала инструктором по физической культуре и спорту в Укрсовете добровольного спортивного общества «Спартак», города Херсон. Занималась академической и народной греблей. В 1986 году выполнила норматив мастера спорта СССР по гребле на народных лодках.
В 1987 году поступила в Днепропетровский государственный институт физической культуры и спорта, тренерский факультет, кафедра гребного и парусного спорта. Закончила в 1991 году с красным дипломом, по специальности «тренер-преподаватель по виду спорта».
С 1990 года начала заниматься силовыми видами спорта. С 1991 года по приглашению заслуженного тренера СССР Александра Дмитриевича Алексеенко приехала работать в с/к «Дзержинка», г. Днепродзержинск.
Проживает в г. Каменское Днепропетровской области. Работает руководителем кружка «Атлетическая гимнастика» в левобережном Доме Детского Творчества.
С 2014 по 2016 год -UPC-член судейского корпуса, судья международной категории.
С 2016 года -WPUF- главный судья соревнований, судья международной категории.
С 2014 года -ФБЖУ- региональный представитель по Днепропетровской области
c 2018 года -WPL- член судейского корпуса, судья международной категории. Региональный представитель по Днепропетровской области. Возглавляет подразделение «армлифтинг» в организации.

### Виды спорта, которыми занималась[5][1]
- армрестлинг;[17]
- пауэрлифтинг;
- армлифтинг;
- многоповторный жим; https://www.umbpf.org.ua/
- гребля академическая;
- гребля народная;
- тяжелая атлетика;
- легкая атлетика;
- волейбол;
- баскетбол;
- борьба дзюдо;
- художественная гимнастика.